# Sardinština

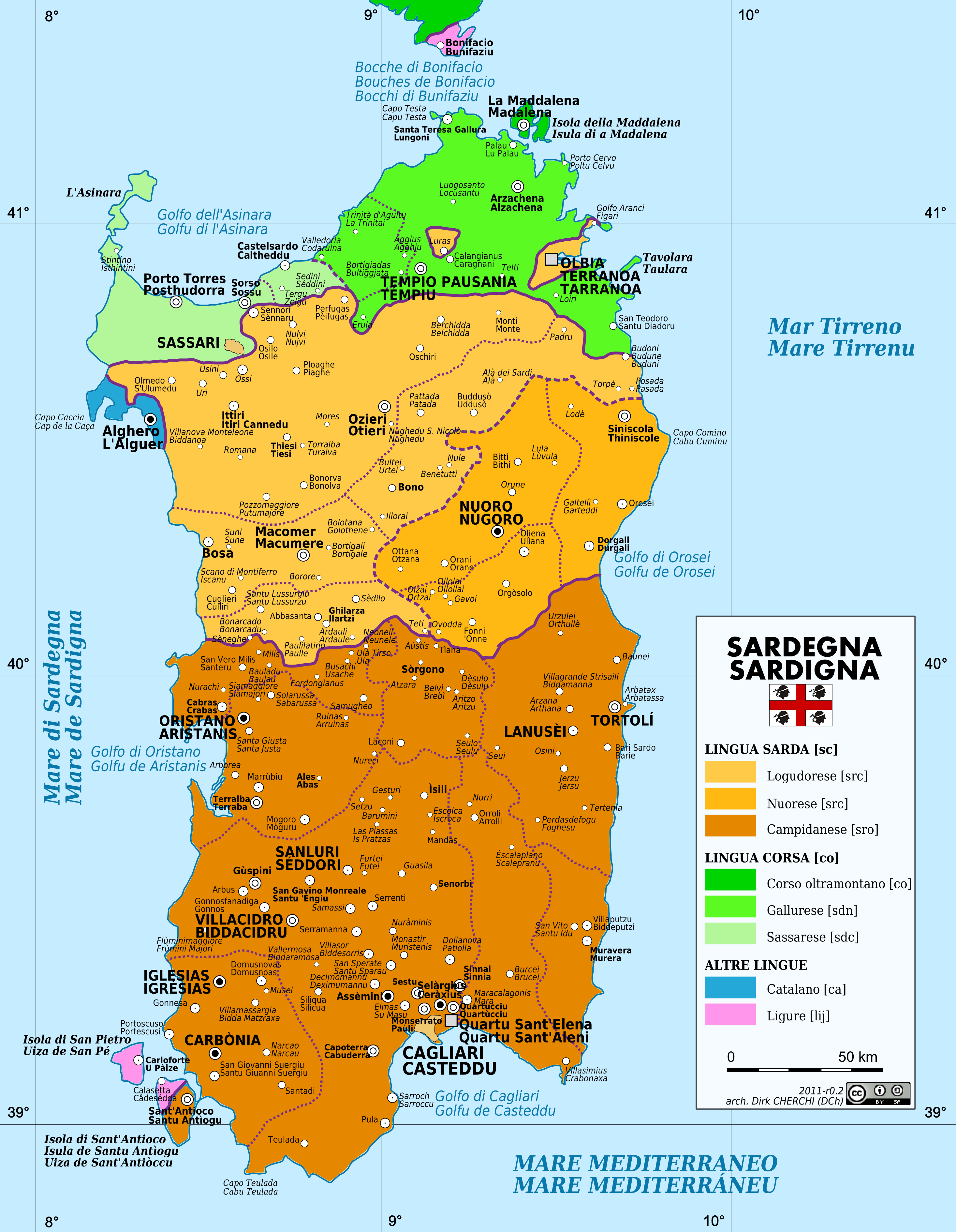
Postavení sardštiny na Sardinii (Jazyková mapa)

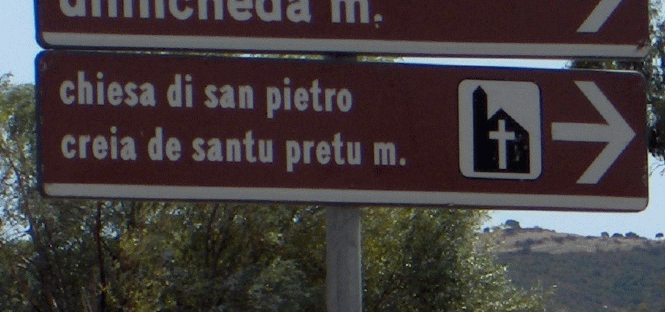
Dvojjazyčné (dopravní) značení na Sardinii

Sardština, někdy také sardinština, je indoevropský jazyk náležící do skupiny jihorománských jazyků. Je rozšířena zejména na Sardinii kde vznikla z latinských základů.

## Vznik jazyka
Sardština je románský jazyk, jenž se nejvíce blíží vulgární latině (ta dala základ všem románským jazykům), což je důsledkem předčasné izolace ostrova od římského impéria, jež ve své době představovalo mimo jiné významný impuls jazykového vývoje. Izolace zabránila kontaktu s dalšími jazyky podobně, jako tomu bylo v případě islandštiny ve vztahu k ostatním skandinávských jazykům. Podle názoru řady jazykovědců tak vývoj sardštinu ponechal na dosti archaické úrovni; někteří sardinští lingvisté však tento názor vyvracejí.

## Současnost
Sardštinu v současnosti používá asi 1,2 miliónu osob, zejména žijících na Sardinii, dále pak emigrantů původem ze Sardinie v Itálii a jinde ve světě. Téměř všichni ovládají současně i italštinu. Sardinština se nepoužívá na celém ostrově – vyskytují se zde i jiné románské jazyky a dialekty: sassarština, gallurština (korsický dialekt), tabarština (dialekt ligurštiny) a algerština (z oblasti okolo města Alghero, katalánský dialekt).

## Příklady

### Číslovky
| Sardinsky   | Česky |
| unu         | jeden |
| duos / duas | dva   |
| tres        | tři   |
| bàttor      | čtyři |
| chimbe      | pět   |
| ses         | šest  |
| sette       | sedm  |
| otto        | osm   |
| noe         | devět |
| deghe       | deset |

## Vzorový text
Otčenáš (modlitba Páně):
Babbu nostu chi ses me is celus,
santificau siat su nomini tuu,
Bengat a nosu su regnu tuu,
fatta siat sa voluntadi tua,
cummenti in su celu aici in sa terra.
Dona·(no)si oi
su pani nostu fitianu
E perdona·(no)si is depidus nostus
cummenti nosaterus perdonaus
is depidoris nostus,
E no (no)si lassis arrui in tentazioni,
ma libera·(no)si dal mali. Aici siat.